# Ponte Annesley
A ponte Annesley cruza o rio Tolka em Fairview, Dublin, Irlanda. A ponte foi construída em 1797. Ela recebeu o nome de Richard Annesley, 6º Conde de Anglesey; a ponte foi demolida e reconstruída em 1926. A East Wall Road, a North Strand Road e a Poplar Row encontram-se na extremidade oeste da ponte com a Annesley Bridge Road na extremidade leste, tornando-a um importante entroncamento no norte da cidade.